# 성선설
성선설(性善說)은 공자(孔子)와 더불어 유가(儒家)의 대표적 사상가인 맹자(孟子)가 주장한 인간의 심성(心性)에 대한 학설로, "인간의 본성(本性)은 선(善)하다"는 학설이다.
맹자의 성선설의 주된 내용은 사람의 본성(本性)은 본래 선하고, 누구나 측은(惻隱) · 수오(羞惡) · 사양(辭讓) · 시비(是非)의 능력을 갖추고 있는데, 이 능력들은 수양을 통해 각각 인(仁) · 의(義) · 예(禮) · 지(智)의 덕(德)으로 발전하게 된다는 것이다.

## 성립 및 의의
공자의 제자들 중 공자의 인(仁)을 중심으로 한 인간의 정신적인 덕을 중시하는 파인 내성파(內省派)는 공자의 제자 증자(曾子)를 거쳐 공자의 손자 자사(子思)에게 계승되었다.  이 전통을 계승한 맹자(孟子)는 인간(人)이 하늘(天)로부터 받은 본성(本性)은 모두 선(善)이요, 따라서 인간에게는 누구나 다 측은(惻隱) · 수오(羞惡) · 사양(辭讓) · 시비(是非)의 능력이 갖춰져 있다고 생각했다. 그리고 이러한 정신적인 능력 또는 덕성을 수양에 의해 충실히 발전시키면 덕을 완성한 성인(聖人)이 될 수 있다고 했다.
이 수양의 방법은 욕심을 없애고 모든 일에 얽매이지 않는 것이라고 했다. 이 방법은 도가(道家) 일파의 사상가인 송견(宋銒) 등의 영향을 강하게 받았지만, 송견 등이 이 수양 방법 자체를 목적으로 삼고 있었던 데 반하여, 맹자는 그 수양의 결과로서 덕을 완성하는 것을 목적으로 삼고 있었던 점에서 큰 차이가 있었다.
맹자는 정치적으로는 특히 군주가 덕을 완성하여 그 덕으로써 정치를 행하고 백성을 이끌어 나가는 왕도정치(王道政治) 또는 덕치주의(德治主義)를 희구했다. 이것은 맹자 후대의 사상가로, 예(禮)를 으뜸으로 삼고 성악설(性惡說)을 주장한 순자(荀子)와는 크게 다른 점이다. 순자의 예(禮)는 공자로부터 맹자로 이어지는 전통의 예(禮)와는 달리 법(法)의 개념에 더 근접한 것이었다. 한편, 맹자는 군주에게 덕이 갖춰져 있지 않으면 군주로서의 지위를 상실하게 된다고 생각하였는데, 이것은 유심론적(唯心論的)이기는 하지만 혁명(革命)을 시인한 것으로서 주목할 만한 사상이다.

## 같이 보기
- 맹자
- 성악설
- 순자
- 법가